# Traugott Koch
Traugott Koch (* 20. Januar 1937 in Sulzbach; † 3. Oktober 2015 in Hamburg) war ein deutscher evangelischer Theologe.

## Leben
Er studierte in Heidelberg, Tübingen, Zürich und Wuppertal. Er wurde am 10. Dezember 1964 bei Wolfhart Pannenberg in Mainz zum Dr. theol. mit einer Arbeit über Hegels „Wissenschaft der Logik“ promoviert. Nach seiner Zeit als wissenschaftlicher Assistent an der Universität Mainz und der Habilitation 1970 in München übernahm er zunächst eine Professur für Grundfragen der evangelischen Theologie in Regensburg und wechselte im Jahre 1975 an die Evangelisch-theologische Fakultät der Universität Hamburg, wo er als Nachfolger von Helmut Thielicke die Professur für Systematische Theologie (Ethik) bis zu seiner Emeritierung im Jahr 2002 innehatte.
Zwei Brüder von Traugott Koch waren ebenfalls Hochschullehrer: der evangelische Theologe Klaus Koch und der Mediziner Gebhard Koch.

## Schriften (Auswahl)
- Philipp Kegels Gebet- und Erbauungsbücher. Vorreformatorische Frömmigkeit im frühen Luthertum. Waltrop 2007, ISBN 3-89991-065-6.
- Das ewige Leben und der Tod. Stuttgart 2009, ISBN 978-3-7668-4101-8.
- Licht vom unerschöpften Lichte. Predigten. Kamen 2010, ISBN 978-3-89991-100-8.
- Die „Passion-Betrachtungen“ der Catharina Regina von Greiffenberg. Im Rahmen ihres Lebenslaufes und ihrer Frömmigkeit. Göttingen 2013, ISBN 3-525-56405-8
- Freiheit in Gemeinsamkeit. Beiträge zu einer gegenwärtigen Theologie, hg. v. Karl Tetzlaff, Tübingen 2021